# Kathedrale von Sandomierz

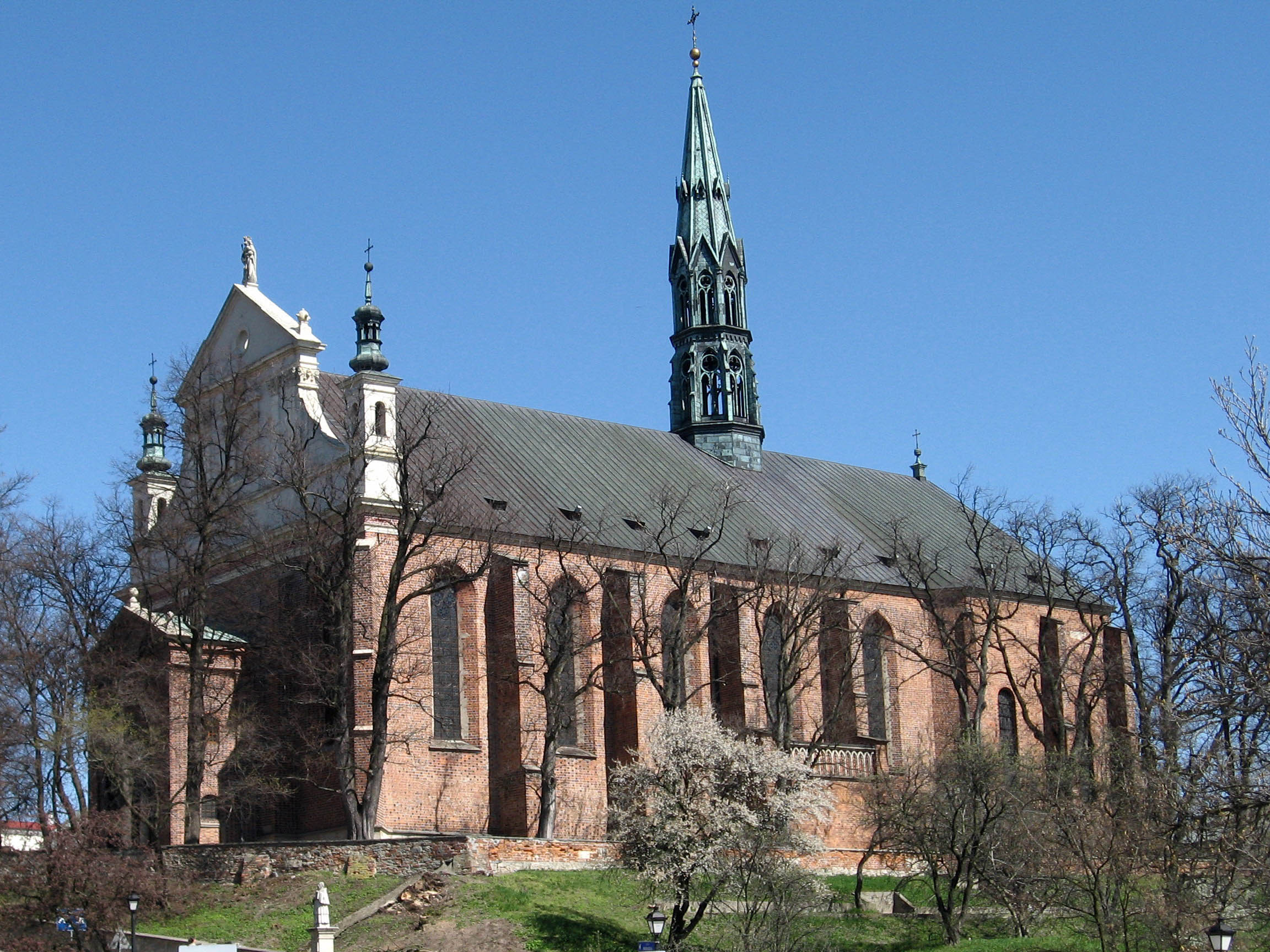
Außenansicht

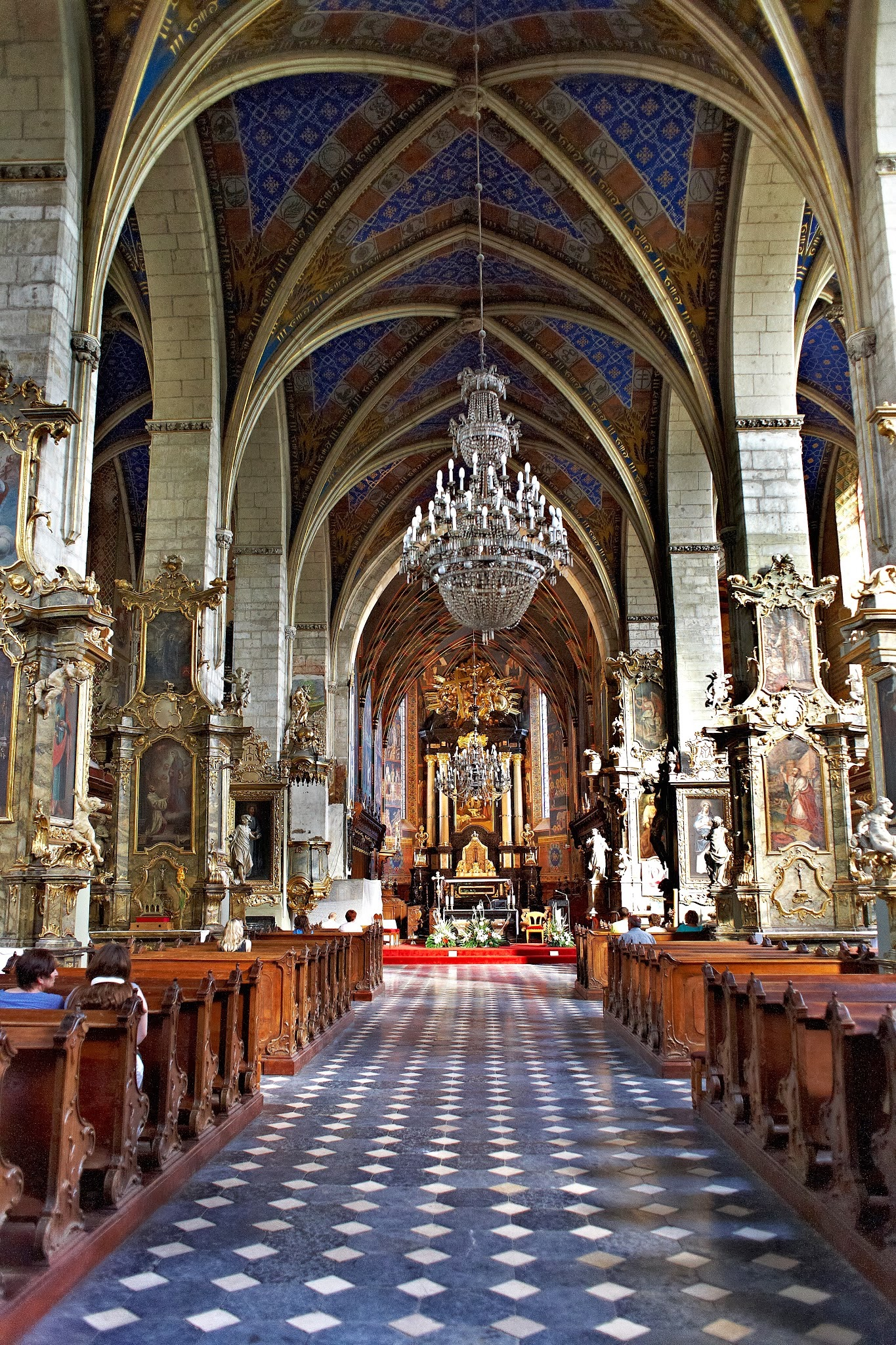
Mittelschiff mit Blick zu Chor

Die Kathedrale von Sandomierz oder die Kathedralbasilika Mariä Geburt (polnisch Bazylika Katedralna Narodzenia Najwietsej Marii Panny) ist eine römisch-katholische Kirche in Sandomierz, Polen. Die Kathedrale des Bistums Sandomierz mit dem Patrozinium Mariä Geburt trägt den Titel einer Basilica minor.

## Geschichte
Die ursprüngliche, romanische Kirche wurde oberhalb der Weichsel gebaut und erstmals im Jahre 1148 erwähnt, 1191 wurde sie durch Kasimir II. zur Stiftskirche bestimmt. Diese wurde von den Tataren im 13. Jahrhundert und endgültig 1349 von den Litauern zerstört. Im Jahre 1360 stiftete König Kasimir der Große eine neue gotische Stiftskirche, der Chor könnte älter sein. Die Kirchweihe erfolgte 1382. Beim Rückzug der Schweden 1656 unter Karl X. Gustav geriet der Dachstuhl der Kirche in Brand. Die Kirche erhielt 1670 bis 1674 eine barocke Fassade und wurde während des 18. Jahrhunderts auch im Innenraum im Stil des Barock und Rokoko umgestaltet. Mit der Schaffung des Bistums Sandomierz 1818 wurde sie zur Kathedrale erhoben und erhielt 1960 durch Papst Paul VI. zusätzlich den Titel einer Basilica minor verliehen.

## Architektur
Die Hallenkirche der Backsteingotik besitzt drei Kirchenschiffe, von denen die äußeren schmaler sind. Die Kirche ist mit Kreuzrippengewölben überspannt, oberhalb erhebt sich ein Dachreiter, der Glockenturm steht frei vor dem Eingang. Der längliche Chor schließt mit einer dreiseitigen Apsis. An seinen Wänden sind die auf die erste Hälfte des 15. Jahrhunderts datierten Wandmalereien in russisch-byzantinischer Polychromie erhalten. Die Fresken wurden in den Jahren 1932 bis 1934 freigelegt und restauriert. Die Altäre und Portale des Doms wurden aus schwarzem Marmor gefertigt und mit rosa Marmor abgesetzt, sie stammen aus den Steinwerkstätten in Czerna bei Krakau. Bedeutend sind die Rokoko-Altäre vom Meister Maciej Polejowski aus der zweiten Hälfte des 18. Jahrhunderts an den inneren Pfeilern.